# ネイローネ
ネイローネ(イタリア語: Neirone)は、イタリア共和国リグーリア州ジェノヴァ県にある、人口約900人の基礎自治体（コムーネ）。

## 地理

### 位置・広がり

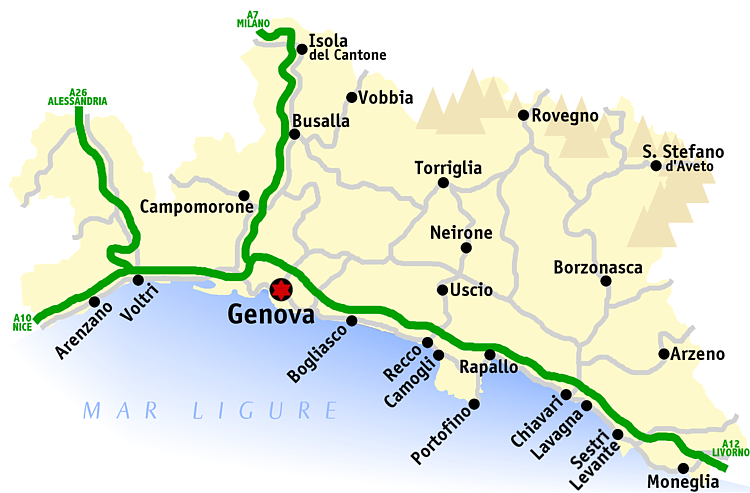
ジェノヴァ県概略図

#### 隣接コムーネ
隣接するコムーネは以下の通り。
- ファヴァーレ・ディ・マルヴァロ
- ロルシカ
- ルマルツォ
- モコーネジ
- トッリーリア
- トリボーニャ
- ウーショ

### 地震分類
イタリアの地震リスク階級 (it) では、3 に分類される
。

## 行政

### 分離集落
ネイローネには以下の分離集落（フラツィオーネ）がある。
- Ognio, Roccatagliata, San Marco d'Urri